# وزارة شؤون البلديات والزراعة (البحرين)
وزارة شؤون البلديَّات والزراعة، هي وزارة في الحكومة البحرينيَّة مسؤولة عن تحصيل رسوم الخدمات البلديَّة وتنظيم التصنيف والاشتراطات التنظيمية للأراضي، وإصدار تراخيص البناء والترميم والحفريات وتراخيص الإعلانات وغيرها من الخدمات المُتعلقة في المحافظات البحرينية الأربعة. وزير شؤون البلديات والزراعة الحالي هو وائل ناصر المبارك، منذ يونيو 2022.

## وصلات خارجية
- الموقع الرسمي لوزارة شؤون البلديات والزراعة